# 基隆市立中山高級中學
基隆市立中山高級中學是一所位於臺灣基隆市中山區的市立完全中學。
本校於1962年8月創立，當初定名為「基隆市立第四初級中學」，首任校長徐凌雲先生，使學校從無到有。1999年4月22日改制為完全中學，定名「基隆市立中山中學」。 2000年更名「基隆市立中山高級中學」。2011年基隆市立大德國民中學併入本校。2021年計有國中部普通班16班、英文資優班3班，高中部9班、體育班3班，教職員工125人。

## 簡史
- 民國51年（1962年）：「基隆市立第四初級中學」成立，簡稱「基市四中」。
- 民國57年（1968年）：改制更名為「基隆市立中山國民中學」。
- 民國58年（1999年4月22日)：正式增設高中部，升格為完全中學，更名為「基隆市立中山中學」。
- 民國89年（2000年）：正式定名為「基隆市立中山高級中學」。
- 民國98年（2009年）：成立基隆市首座有外籍英語教師、英語教學情境教室以及各項英語教學軟硬體設備的「英語教學村」。
- 民國101年（2012年8月1日)：接管大德國中，成為其國中部大德分校[1]
- 民國103年（2014年）：增設飛鷹班。
- 民國111年（2022年4月22日）：一甲子校慶。

## 教學單位
- 國民中學部

```
 英語資優班  管樂班
```

- 高級中學部

```
 普通班   體育班
```

## 歷任校長
- 1962年－1969年：徐凌雲 校長
- 1969年－1976年：劉家水 校長
- 1976年－1989年：黃由義 校長
- 1989年－1994年：陳萬成 校長
- 1994年－1997年：高惠祺 校長
- 1997年－2003年：邱景濱 校長
- 2003年－2007年：鄭裕成 校長
- 2007年－2009年：李鴻章 校長
- 2009年－2017年：吳文貴 校長
- 2017年－2023年：鄭裕成 校長
- 2023年－迄今：方保社 校長

## 校友
- 呂錦明：客家電視台音樂顧問、中廣音樂節目主持人、合唱指揮家。
- 賴婷玲：美聲音樂詩人谿客，中山國中實驗班模範生。
- 陳美鳳[2]：資深女演員，當選1998風雲電視人票選之最佳女演員。
- 黃建福 (製作人)：電視節目製作人、經紀人。
- 林慧萍：台灣著名流行歌手，大德國中第一屆。

## 外部連結
- 基隆市立中山高級中學 （页面存档备份，存于）（繁體中文）